# ベアスキン航空
ベアスキン航空（ベアスキンこうくう、英語: Bearskin Airlines）として営業しているベアスキン・レイク・エアサービス（英語: Bearskin Lake Air Service LP）はカナダ・オンタリオ州スー・ルックアウトに拠点を置く地域航空会社である。オンタリオ州北部とマニトバ州に就航している。スー・ルックアウト空港 (YXL) とサンダーベイ国際空港 (YQT) をメインベースとし、グレーター・サドバリー空港 (YSB) をハブ空港とする。

## 就航都市

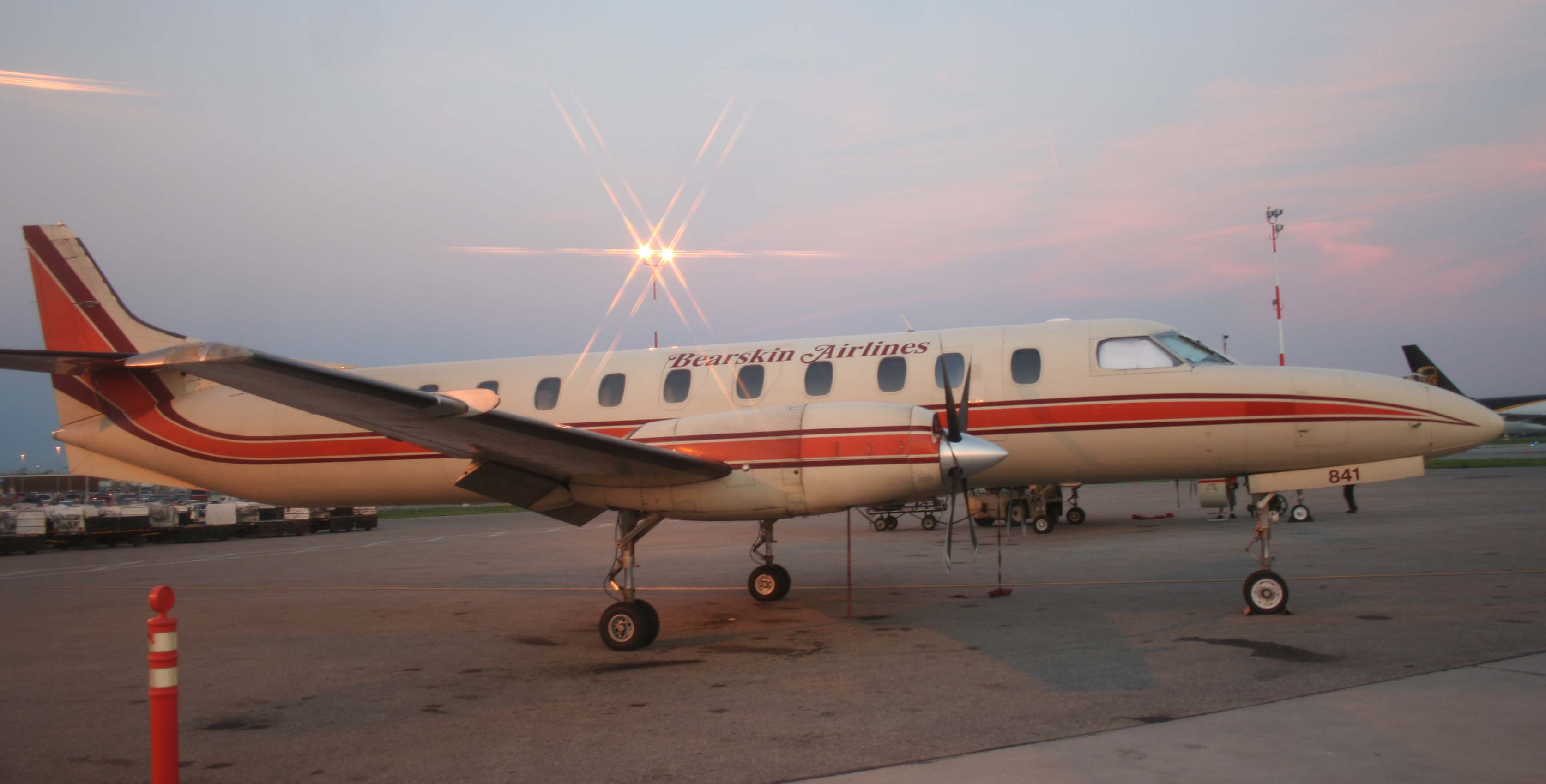
ベアスキン航空のメトロライナー（夕暮れに撮影）

ベアスキン航空はカナダで国内定期便を運航している。就航都市は以下の通り。
- マニトバ州
  - ウィニペグ（ウィニペグ・ジェームス・アームストロング・リチャードソン国際空港）

- オンタリオ州
  - ドライデン（ドライデン地域空港）
  - フォートフランシス（フォートフランシス町営空港）
  - カプスケーシング（カプスケーシング空港）
  - ケノーラ（ケノーラ空港）
  - ノースベイ（ノースベイ/ジャック・ガーランド空港）
  - レッドレイク（レッドレイク空港）
  - スーセントマリー（スーセントマリー空港）
  - スー・ルックアウト（スー・ルックアウト空港）
  - サドバリー（サドバリー空港）
  - サンダーベイ（サンダーベイ国際空港）
  - ティミンズ（ティミンズ/ヴィクター・M・パワー空港）

## ルート

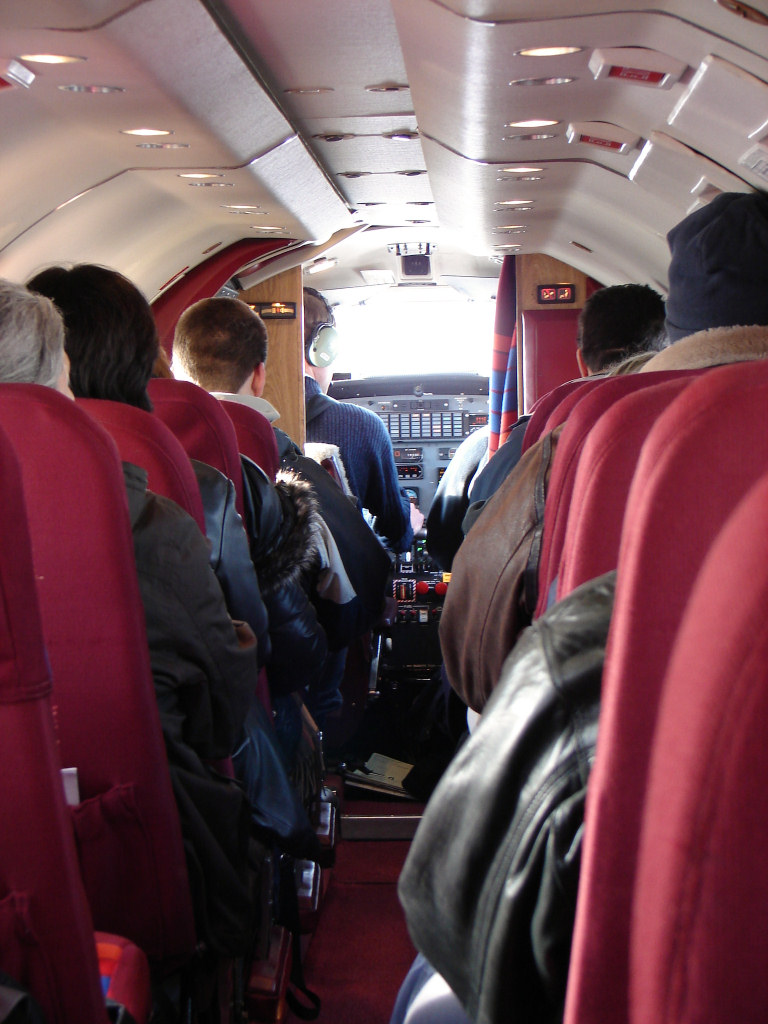
ベアスキン航空のメトロライナーの内装

| 出発地:            | 目的地: |
| ------------------ | --- |
| ドライデン         | ケノーラ、レッドレイク、スー・ルックアウト、フォートフランシス、サンダーベイ、ウィニペグ                                                                       |
| フォートフランシス | ケノーラ、ドライデン、サンダーベイ、ウィニペグ |
| カプスケーシング   | ノースベイ、スーセントマリー、サドバリー、サンダーベイ、ティミンズ                                                                                             |
| ケノーラ           | ドライデン、フォートフランシス、スー・ルックアウト、サンダーベイ、ウィニペグ                                                                                   |
| ノースベイ         | カプスケーシング、スーセントマリー、サドバリー、サンダーベイ、ティミンズ                                                                                       |
| レッドレイク       | ドライデン、スー・ルックアウト、サンダーベイ、ウィニペグ |
| スーセントマリー   | カプスケーシング、ノースベイ、サドバリー、サンダーベイ、ティミンズ                                                                                             |
| スー・ルックアウト | ドライデン、ケノーラ、レッドレイク、サンダーベイ、ウィニペグ                                                                                                   |
| サドバリー         | カプスケーシング、ノースベイ、スーセントマリー、サンダーベイ、ティミンズ                                                                                       |
| サンダーベイ       | ドライデン、フォートフランシス、カプスケーシング、ケノーラ、ノースベイ、レッドレイク、スーセントマリー、スー・ルックアウト、サドバリー、ティミンズ、ウィニペグ |
| ティミンズ         | カプスケーシング、ノースベイ、スーセントマリー、サドバリー、サンダーベイ                                                                                       |
| ウィニペグ         | ドライデン、フォートフランシス、ケノーラ、レッドレイク、スー・ルックアウト、サンダーベイ                                                                       |

## 保有機材
ベアスキン航空の保有機材は以下の通りであった（2012年6月時点）。

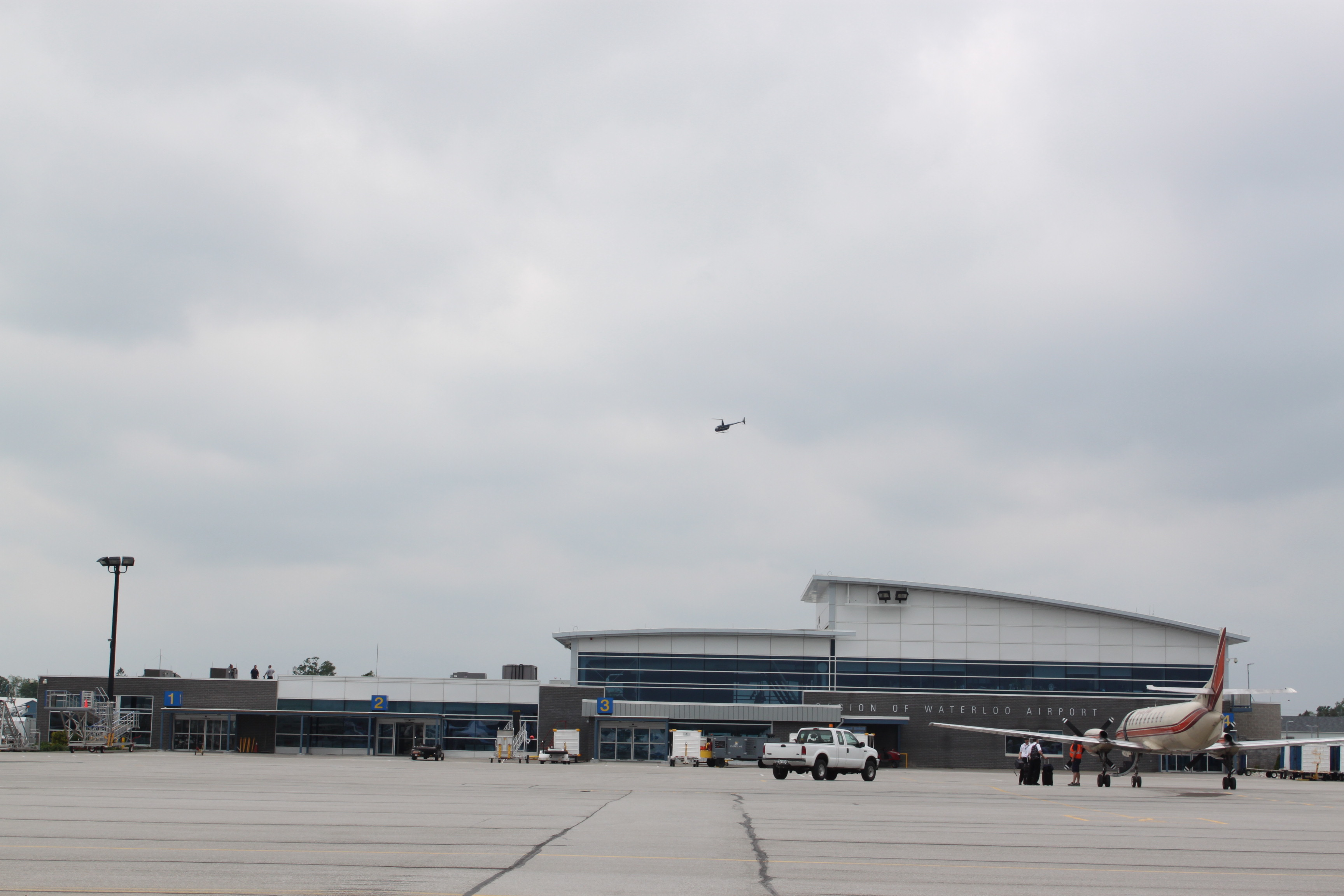
ウォータールー地域国際空港に駐機中のベアスキン航空のメトロライナー

### 過去の運航機材
ベアスキン航空はかつて以下の機材を運航していた。
- ビーチクラフト 18
- ビーチクラフト 99
- ビーチクラフト キングエア 100
- セスナ 180
- セスナ 185
- デ・ハビランド DHC-2 ビーバー
- デ・ハビランド DHC-3 オッター
- ノールダイン ノースマン
- ピラタス PC-12
- パイパー アズテック
- パイパー ナバホ、ナバホ チーフテン
- サーブ 340